# Vifta med händerna
«Vifta med händerna» (en español: «Agita tus manos») es cuarto sencillo del álbum de estudio LOL <(^^,)> del dj de música eurodance sueco Basshunter.

## Lista de canciones
| N.º | Título                            | Duración |  |
| 1.  | «Vifta med händerna» (Radio Edit) | 3:10     |  |
| 2.  | «Vifta med händerna» (Club Edit)  | 4:13     |  |

## Posicionamiento en listas
| País      | Lista (2006/2007) | Posición más alta |
| --------- | ----------------- | ----------------- |
| Finlandia | Top 20 Singles    | 7                 |
| Suecia    | Top 20 Singles    | 25                |